# Syringa josikaea
Espèce
Statut de conservation UICN

 EN  : En danger
Syringa josikaea est une espèce de plantes à fleurs de la famille des Oleaceae. Cette espèce est dénommée Hungarian lilac ou Lady Josika's lilac en anglais. C'est un arbuste originaire d'Europe.
Syringa josikaea est une espèce de lilas de la famille des oliviers (Oleaceae), originaire d'Europe centrale et orientale, dans les Carpates en Roumanie et dans l'ouest de l'Ukraine,. Son aire de répartition est très restreinte, bien que les fossiles attribués à l'espèce suggèrent une répartition préhistorique beaucoup plus large en Europe centrale. Aujourd'hui, il est menacé à l'état sauvage par la destruction liée à l'habitat, mais il est également couramment utilisé dans le jardinage.

## Description
Il s'agit d'un arbuste à feuilles caduques atteignant une hauteur de 2 à 4 m. Les feuilles sont de forme elliptique aiguë, de 6 à 12 cm de long. Les feuilles sont elliptiques-aigües, de 6-12 cm de long. Les fleurs sont rose foncé, avec une base tubulaire à la corolle de 15 mm de long avec un apex quadrilobé étroit de 3-4 mm de diamètre, et émanant un parfum fort ; elles sont produites en panicules minces jusqu'à 15 cm de long au début de l'été. Le fruit est une capsule brune, lisse et sèche, qui se sépare en deux pour libérer les deux graines ailées,,,.

## Taxonomie et ancienne répartition
Le lilas hongrois appartient au genre Syringa, qui est réparti dans toute l'Eurasie, avec son centre de diversité en Asie de l'Est. Le lilas de Hongrie est l'une des deux seules espèces du genre en Europe, l'autre étant le lilas commun (Syringa vulgaris) avec une distribution plus méridionale dans les Balkans et la partie méridionale des Carpates. Malgré cette proximité géographique, le lilas de Hongrie et le lilas commun ne sont que des parents éloignés au sein du genre. Les parents les plus proches du lilas de Hongrie sont Syringa villosa et S. wolfii (sous son synonyme Syringa villosa subsp. wolfii). tous deux originaires d'Asie de l'Est. Ces deux taxons forment ensemble le groupe frère du lilas de Hongrie, dont la séparation est estimée avoir eu lieu pendant la période gélasienne au début du Pléistocène, il y a environ 1,88 million d'années. Cela correspond à une tendance climatique de refroidissement et de dessiccation au cours du Pliocène et du Pléistocène eurasiatiques, qui serait à l'origine de la disjonction est-ouest observée dans de nombreux Taxons eurasiatiques.
Des fossiles de plantes très similaires au lilas hongrois ont été découverts dans des dépôts de travertin du Miocène en Hongrie et dans des dépôts interglaciaires du Pléistocène en Hongrie et en Allemagne. Des fossiles de plantes très similaires au lilas hongrois ont été retrouvés dans des dépôts de travertin du Miocène en Hongrie ainsi que dans des dépôts interglaciaire du Pléistocène en Hongrie et dans les nouveaux États del'Est de l'Allemagne. Par exemple, l'espèce est connue des carrières de Bilzingsleben (400 000 ans) et de Weimar-Ehringsdorf. Les restes de Weimar-Ehringsdorf ont été initialement décrits comme une espèce distincte Syringa thuringiaca mais les auteurs ultérieurs les ont jugées suffisamment proches de l'espèce récente pour les regrouper sous le même nom, Syringa josikaea (approx. 200 000 ans), tous deux en Thuringe. Cela indique que l'espèce était beaucoup plus répandue en Europe centrale pendant les périodes chaudes interglaciaires et n'a été restreinte à sa zone de distribution actuelle dans les Carpates que pendant le dernier « Maximum Glaciaire ». Cela suggère que les Carpates ont servi de refuge glaciaire pour les espèces végétales au cours du dernier maximum glaciaire.

## Répartition et menaces

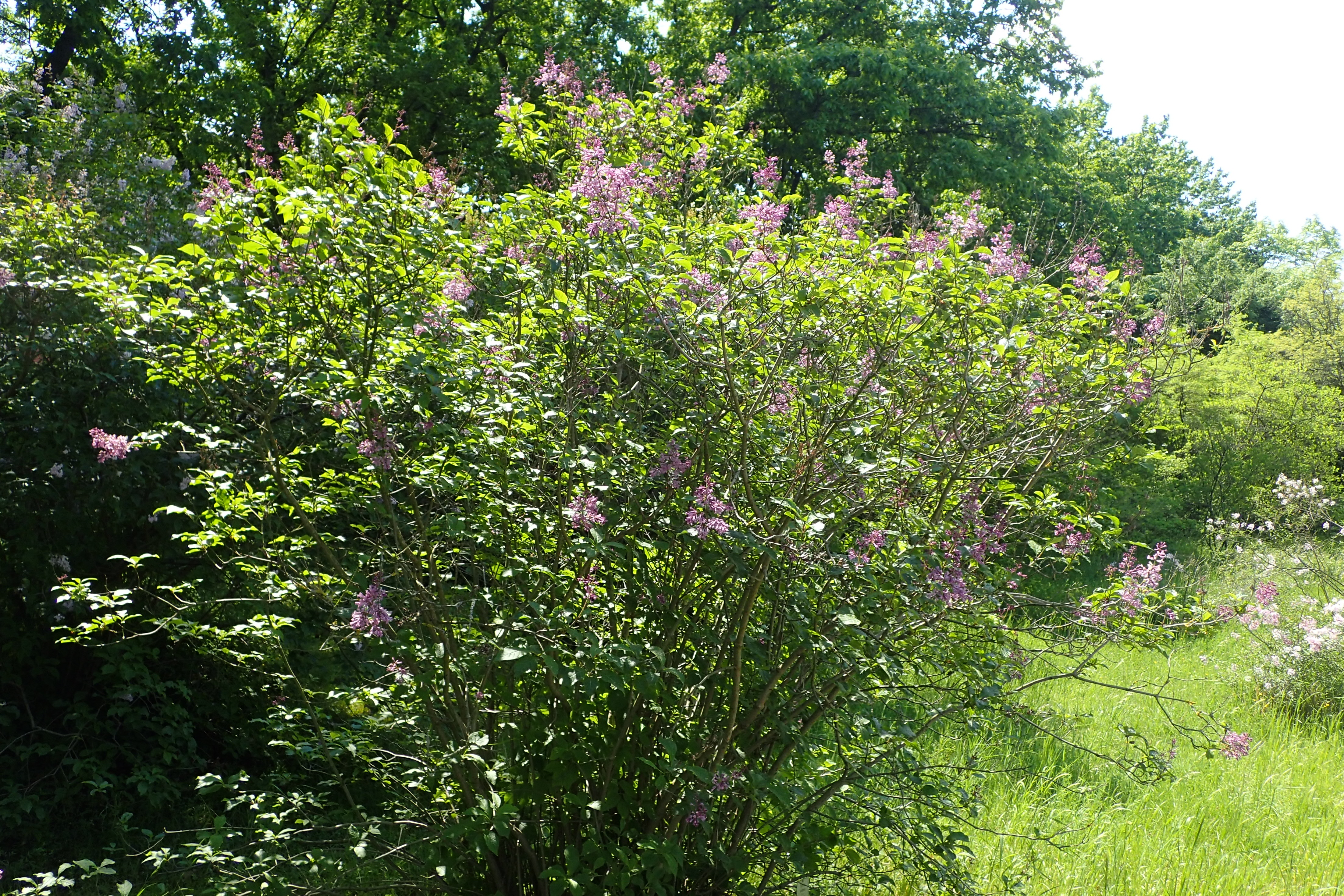

Le lilas hongrois est endémique des Carpates de Transylvanie et de l'ouest de l'Ukraine. Il n'est présent que dans deux populations, dans les Monts Apuseni roumains et les Carpates ukrainiennes, avec seulement une poignée de sites connus pour chaque population. La plupart des sites ne comptent qu'un nombre limité d'individus, estimé à moins de 1000 pour la population ukrainienne. Cependant, le nombre total d'individus est difficile à estimer en raison de la vigueur de la reproduction clonale, qui semble prédominer sur la reproduction sexuée. L'espèce a décliné au cours des dernières décennies et est donc inscrite sur la liste des espèces en danger, les populations continuant à décliner. Les menaces sont principalement de nature anthropique ; l'espèce souffre surtout de la destruction de ses habitats préférés près des ruisseaux et des rivières en raison de la construction de routes, de barrages sur les rivières et de la conversion de l'habitat.

## Culture et utilisation

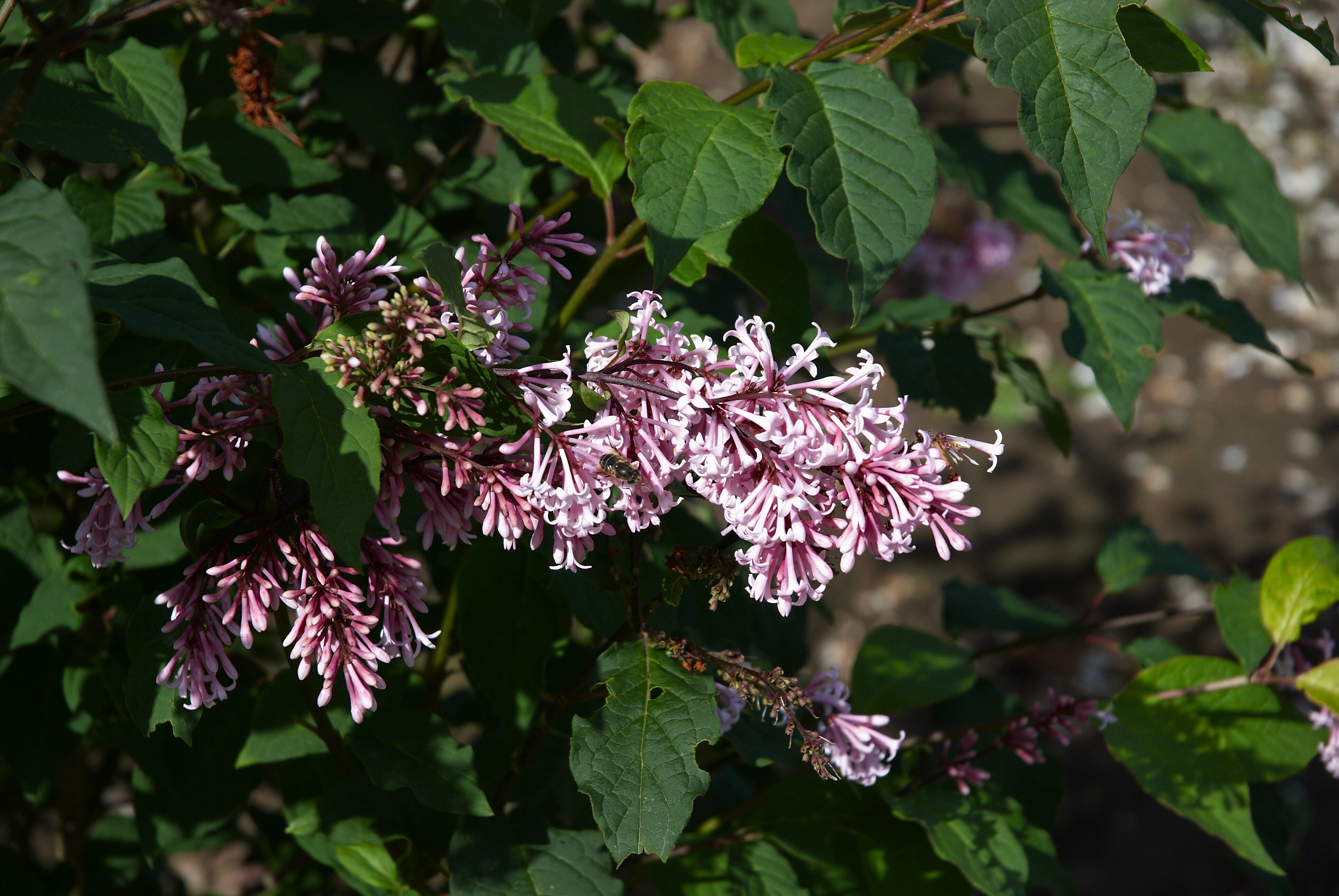
Les fleurs de Syringa × josiflexa ; son parent S. josikaea diffère par les lobes de la corolle qui sont orientés vers l'avant et non pas réfléchis (un caractère hérité de son autre parent S. komarowii)).

Les conditions de croissance permettent un climat frais à tempéré et sont totalement résistantes au gel. La plante pousse également en plein soleil à mi-ombre. Malgré son origine européenne continentale, il s'est avéré étonnamment efficace lorsqu'il a été cultivé dans les extrêmes océaniques du nord-ouest de l'Europe, dans les îles Féroé et dans le nord arctique de la Norvège, au nord de Kirkenes.
Il a été hybridé en culture avec le très proche parent Syringa komarowii de Chine ; l'hybride est nommé Syringa × josiflexa.

## Répartition
Ce taxon se rencontre dans les pays suivants : Roumanie, Ukraine.

## Systématique
Le nom correct complet (avec auteur) de ce taxon est Syringa josikaea J.Jacq. ex Rchb..
Ce taxon porte en français les noms vernaculaires ou normalisés suivants : Lilas de Josika, Lilas de Hongrie, Lilas de Josika, Lilas de Hongrie,,.
Syringa josikaea a pour synonymes :
- Syringa josikaea f. eximia (Olbrich) Schelle
- Syringa josikaea var. eximia Olbrich
- Syringa josikaea var. zabelii Beissn. et al.
- Syringa josikaea var. zabelii Schelle
- Syringa vincetoxifolia Baumg.
- Syringa vincetoxifolia Baumg. ex Steud.
- Syringa ×henryi var. eximia (Olbrich) Rehder